# WSUS Offline Update
WSUS Offline Update est un logiciel de gestion des mises à jour destiné à certaines applications et systèmes d'exploitation de Microsoft. Contrairement au service WSUS de Microsoft, WSUS Offline Update permet d'enregistrer les mises à jour sur un média pour les distribuer vers différents postes d'un parc informatique hors-ligne (offline) au réseau Internet.

## Historique
La version 10.6 est sortie le 3 mars 2016, elle prend en charge Microsoft .NET sous Windows 7 et 8.1 (la version 3.5 du Framework .NET doit être installé sous Windows 10). Il est aussi possible, avec cette version, de ne pas installer la dernière mise à niveau du navigateur Internet Explorer. Le logiciel prend en charge Windows 10 ainsi qu'Office 2016.